# Northern Kings
Nothern Kings — фінський супергурт напрямку симфо-метал, що складається із чотирьох музикантів, які вже проявили себе в нині існуючих гуртах: Яркко Ахола (Jarkko Ahola) від Teräsbetoni і колись від Dreamtale, Марко Хієтала від Nightwish і Tarot, Тоні Какко від Sonata Arctica і Юха-Пекка Леппялюото (Juha-Pekka Leppäluoto) з Charon. Гурт виконує кавер-версії відомих поп-хітів 80-х. Був створений у 2007 році.
Для привернення уваги до новоствореного гурту Nothern Kings розмістила в Інтернеті відео на класичний хіт Тіни Тернер «We Don't Need Another Hero».
Спершу гурт випустив два сингли «We Don't Need Another Hero» і «Hello». 31 жовтня 2007 року був записаний альбом Reborn, який за результатами продажів у Фінляндії отримав статус золотого (понад 17000 екземплярів).

## Дискографія

### Альбоми
- Reborn (2007)
- Rethroned (2008)

### Сингли
- «We Don't Need Another Hero» (2007)
- «Hello» (2007)
- «Kiss from a Rose» (2008)
- «Lapponia» (2010)